# Iglesia de San Juan Berchmans (Bruselas)
La Iglesia de San Juan Berchmans(en francés: Église Saint-Jean-Berchmans; en neerlandés: Sint-Jan-Berchmanskerk) es una iglesia católica en el colegio San Miguel en Bruselas, capital del país europeo de Bélgica. Fundada por la Compañía de Jesús durante el siglo XX, la iglesia está dedicada al belgas jesuita San Juan Berchmans.
El propósito de la iglesia fue formar el centro vital del recién creado Colegio Saint Michel. Fue construido en el mismo estilo arquitectónico que el resto de los edificios escolares. MonseñorGiovanni Tacci Porcelli, nuncio en Bélgica, puso la primera piedra de la iglesia el 20 de julio de 1908. El arquitecto Joseph Prémont se inspiró en la tradición románica de la Edad Media. La iglesia es de estilo neorrománica y fue consagrada el 9 de julio de 1912 por el obispo de Galle.